# Eurata patagiata
Eurata patagiata là một loài bướm đêm thuộc phân họ Arctiinae, họ Erebidae.